# Grete Kellenberger-Gujer

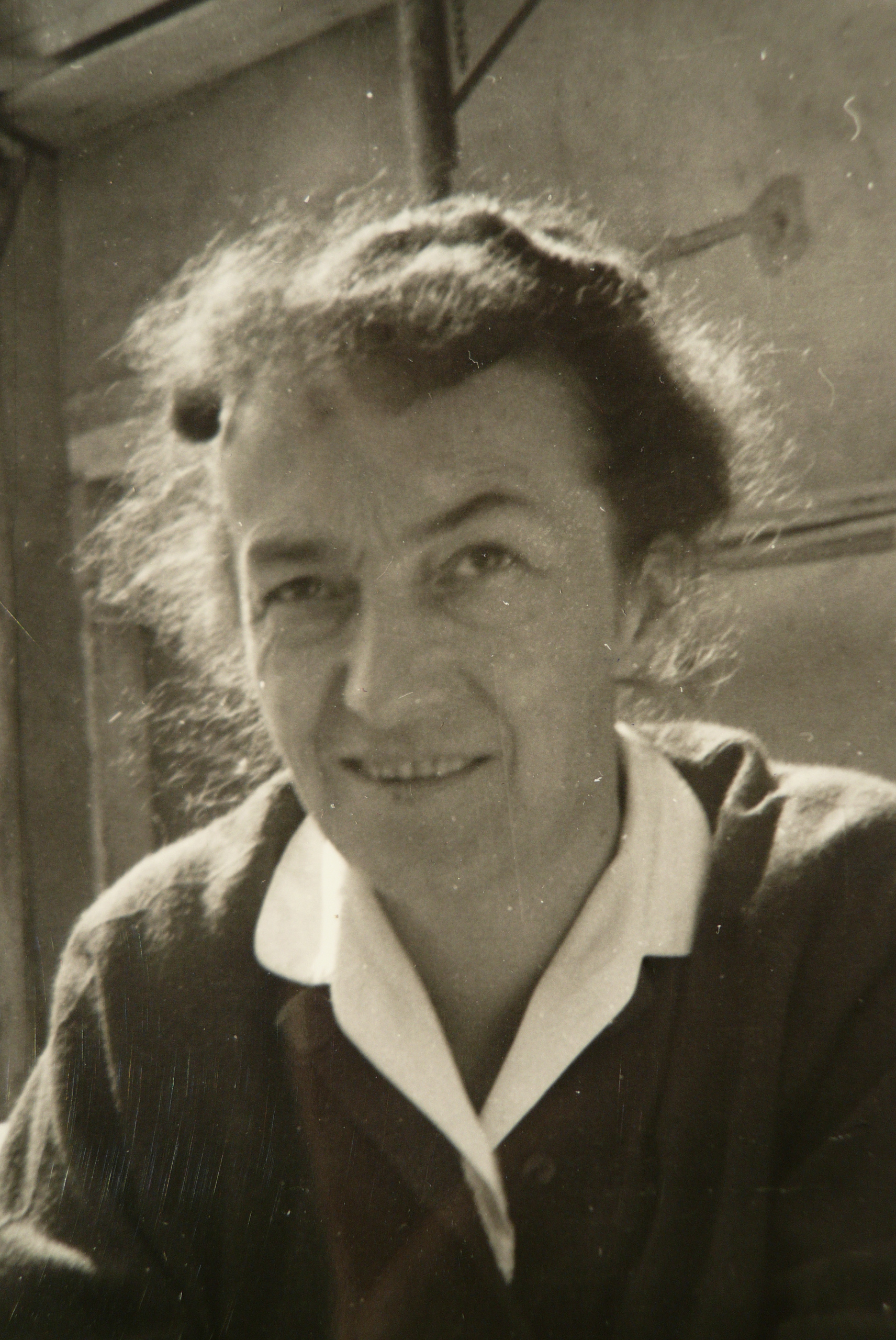
Grete Kellenberger-Gujer (1956)

Grete Kellenberger-Gujer (* 12. November 1919 in Rümlang; gebürtig Grete Gujer; † 13. März 2011 in Bülach) war eine Schweizer Molekularbiologin, die für ihre Entdeckungen auf dem Gebiet der genetischen Rekombination und des Restriktions-Modifikationssystems der DNA bekannt ist. Sie war eine Pionierin in der genetischen Analyse von Bakteriophagen und trug zur frühen Entwicklung der Molekularbiologie bei.

## Biografie
Nachdem sie ihre Matura in Klassischer Philologie an der Töchterschule in Zürich abgelegt hatte, studierte Grete Gujer Chemie am Eidgenössischen Institut für Technologie in Zürich. Dort lernte sie den Physikstudenten Eduard Kellenberger kennen, den sie 1945 heiratete. Im folgenden Jahr zogen sie nach Genf, wo Eduard Kellenberger seine Doktorarbeit unter der Betreuung von Jean Weigle, Professor für Physik an der Universität Genf, begann. Grete Kellenberger trug zur Entwicklung neuer Methoden zur Vorbereitung und Analyse biologischer Proben bei, die mit einem Elektronenmikroskop untersucht wurden, einer damals neuen Technik. Nachdem Weigle 1948 ans California Institute of Technology gewechselt war, übernahm Grete Kellenberger an der Universität Genf eine zunehmend wichtige Rolle in der Erforschung des Lambda-Phagen und seiner Mutationen. Ihre Zusammenarbeit mit Jean Weigle, der jeden Sommer nach Genf zurückkehrte, wird durch regelmäßige Korrespondenz im Caltech-Archiv und durch zahlreiche Veröffentlichungen dokumentiert.
Es war Grete Kellenberger, die Werner Arber, der zwischen 1954 und 1958 seine Promotion durchführte, die konzeptionelle Grundlage und Praktiken für seine zukünftigen Studien in der Genetik von Bakteriophagen vermittelte. Kellenberger veröffentlichte mehrere Artikel mit Arber zwischen 1957 und 1966.
Kellenbergers bedeutender wissenschaftlicher Beitrag bestand in der Entdeckung, dass Rekombination auf einen physischen Austausch von DNA zurückzuführen ist und nicht auf selektive Replikation. Ein Artikel zu diesem Thema, verfasst von Grete Kellenberger, Maria Ludovica Zichichi und Jean Weigle, wurde im selben Heft der Proceedings of the National Academy of Sciences (PNAS) veröffentlicht wie der Artikel von Meselson und Weigle zu diesem Thema. Obwohl die Daten für Kellenberger Artikel durch einen originelleren Ansatz gewonnen wurden und bereits Monate vor dem Abschluss der Experimente im Labor von Meselson vorlagen, erschien ihr Artikel nach Meselsons.
Maria Ludovica Zichichi arbeitete von 1960 bis 1962 mit Kellenberger zusammen, diese Zusammenarbeit führte zu fünf Veröffentlichungen.
Im Jahr 1965 verließen Kellenberger, ihr Ehemann und Mitglieder ihres Forschungsteams Manhattan, Kansas für ein Sabbatjahr. An der Kansas State University arbeitete sie eng mit Ulrich Laemmli an Phagen T4. Während dieses Jahres kehrte ihr Mann allein in die Schweiz zurück. Sie ließen sich 1967 scheiden. 
Grete Kellenberger-Gujer arbeitete weiterhin in Kansas und übernahm später eine Position als unabhängige Forscherin in einem Labor, das von Lucien Caro am Oak Ridge National Laboratory in Tennessee geleitet wurde. 1971 kehrte sie nach Genf zurück und arbeitete bis zu ihrer Pensionierung im Jahr 1980 im Labor von Caro am Institut für Molekularbiologie. Von 1971 bis 1975 arbeitete sie mit Douglas Berg zusammen, mit dem sie ein Interesse an der genetischen Analyse von Bakteriophagen und Plasmid Lambda dv teilte. Mit Berg veröffentlichte sie drei Artikel.
Kellenberger war Atheistin, doch respektierte sie Gläubige.

## Auszeichnungen und Anerkennungen
Im Jahr 1979 verlieh die Medizinische Fakultät der Universität Genf Kellenberger-Gujer den Internationalen Preis Nessim-Habif. Ein Ehrendoktor für sie wurde an der Universität Genf diskutiert, aber nie verliehen. Im Jahr 2009 wurden drei Porträts von Kellenberger-Gujer vom Studio Roger Pfund erstellt und im Rahmen einer Ausstellung zu repräsentativen Persönlichkeiten der Universität Genf anlässlich des 450. Jubiläums der Universität ausgestellt. Das Porträt von ihr hängt seit 2010 im Seminarraum des Departements für Molekularbiologie der Universität, gegenüber dem Porträt von Werner Arber. Im September 2016 veröffentlichte das Campus-Magazin der Universität Genf einen Artikel über die Geschichte von Kellenberger-Gujer, der jedoch keine der in dem Artikel behandelten soziologischen Überlegungen und kulturellen sowie akademischen Geschlechterbias-Fakten enthielt.